# Zloćudni softver
Zlonamjerni softver, zloćudni softver, štetni softver ili na engleskom malware je pojam koji označava softver koji radi štetu korisniku (pojam je nastao od riječi malicious i software što u doslovnom prijevodu znači "zloćudni" ili "zlonamjerni" softver). Radi se o računalnim programima koji se pokreću na računalnom sustavu bez stvarnog korisnikovog pristanka i imaju neku vrstu nepoželjnog učinka, kao što je oštećenje programa i podataka koji se nalaze na sustavu, širenje na druga računala, krađa podataka (osobito povjerljivih podataka kao što su lozinke i brojevi kreditnih kartica), omogućavanje neovlaštenog udaljenog pristupa na računalo, prikazivanje reklamnih poruka, masovno slanje neželjene elektroničke pošte (spama), sudjelovanje u napadima na druga računala putem mreže, i drugo.
Prema načinu širenja zloćudni programi mogu se podijeliti u više skupina: računalni virusi, crvi, trojanski konji. Prema načinu djelovanja i cilju zloćudne programe dijelimo na špijunske programe, oglašivačke programe, fork bombe, ucjenjivački softver (softver koji traži otkupninu) itd.
Fizička šteta nastala djelovanjem štetnih programa nije česta, no, nažalost, ipak se može dogoditi.

## Opis

### Računalni virus
Virus je štetni program koji se širi tako što inficira datoteke i programe. On ih zapravo mijenja dodavanjem vlastite kopije, koja također može biti izmijenjena. Pri pokretanju inficiranog programa najprije se pokreće virus, a zatim program. Na taj način virus će prikriti svoje djelovanje.
Računalni virusi imaju tri dijela, od kojih je prvi obavezan:
- prvi dio koji omogućuje virusu da se replicira
- drugi dio je nosiva komponenta ili payload koja je nakon širenja virusova glavna aktivnost,[1] može biti bezopasna ili opasna
- treći dio je funkcija za okidanje (trigger), a određuje okolnosti (vrijeme ili događaj) u kojima će se izvršiti nosiva komponenta[1]

### Trojanski konj
Trojanski konj je štetni program koji se predstavlja kao neki posve drugi program koji radi nešto korisno ili zanimljivo (npr. računalna igra). Za razliku od virusa ne može se sam replicirati (osim ako ga korisnik ne prekopira npr. na drugo računalo). Može izvoditi razne aktivnosti poput krađe korisničkih lozinki, brojeva kreditne kartice i drugih osjetljivih informacija koje potom šalje nekoj drugoj osobi ili može nepotrebno zauzimati resurse računala usporavajući ga na taj način. 
Vrlo često moderniji trojanski konji pristupaju različitim internetskim stranicama kako bi preuzeli neku, obično inficiranu, datoteku ili više njih. Nakon preuzimanja ih pokreću te tako instaliraju dodatan štetni softver na zaraženom računalu. Mogu se također spajati na određene IRC kanale kako bi primali naredbe od zlonamjernog korisnika.  
U posebnu vrstu trojanskih konja spada i backdoor koji omogućuje neovlaštenoj osobi pristup zaraženom računalu, najčešće s administratorskim pravima. Neovlaštena osoba može tako pristupati datotekama, pa čak ih brisati ili dodavati.

### Računalni crv
Računalni crv je štetni program koji se širi mrežom. Crvi mogu biti mrežni, a mogu biti bazirani na računalu domaćinu. Postoje također i oni koji prestaju s izvršavanjem svog koda nakon uspješnog inficiranja računala - oni se zovu rabbits.
Crvi bazirani na računalu domaćinu se u potpunosti nalaze na njemu, a šire se s pomoću mrežne komunikacije. Mrežni crvi imaju više dijelova, a svaki se dio nalazi na drugom računalu. Šire se tako što se određeni dijelovi kopiraju na druga računala. Oni su veoma rijetki.
Crvi se najčešće šire elektroničkom poštom. Mogu zahtijevati korisnikovu akciju kako bi se pokrenuli i/ili se sami pokrenuti.

### Špijunski softver (spyware)
Špijunski softver (engleski naziv spyware) je štetni program koji sakuplja informacije o korisnikovom korištenju računala i preuzima kontrolu nad njegovim računalom. Korisnik često ne zna za njegovu prisutnost, a obično se ne replicira.
Špijunski softver može, osim praćenja kako korisnik koristi svoje računalo, također i prikupljati osobne informacije te mijenjati postavke računala (često dodavanjem raznih ključeva u registarsku bazu - registry - Windowsa). Simptomi koji mogu ukazivati na prisutnost špijunskog softvera su sporija internetska veza, promijenjena početna stranica internetskog preglednika i/ili gubitak funkcionalnosti nekih programa.

### Oglašivački softver (adware)
Oglašivački softver (engleski naziv adware - advertising-supported software) prikazuje korisniku oglase čak i kad trenutno nije spojen na Internet (drugim riječima, nije online), a može se instalirati zajedno s određenim aplikacijama (npr. s Kaaza peer-2-peer programom). Narušava privatnost korisnika, poput špijunskog softvera. Neki od poznatijih primjera oglašivačkog softvera su Zwinky, ErrorSafe, Gator i BonziBUDDY.
Oglašivački softver najčešće je prisutan u besplatnim (freeware) aplikacijama tako da autori mogu pokriti troškove njihove izrade, no ponekad dolazi i s nekim ograničeno djeljivim (shareware) aplikacijama.

#### Antišpijunski (antispyware) programi
Specijalizirani programi za uklanjanje špijunskog softvera se zovu antišpijunski (antispyware) programi. Oni često bolje prepoznaju većinu špijunskih programa od antivirusnih programa (veoma dobro prepoznaju i oglašivački softver), a neki od poznatijih su Spybot Search & Destroy (skraćeno Spybot S&D), Lavasoftov Ad-Aware, SUPERantispyware, CA Antispyware, Windows Defender i Sunbelt CounterSpy. Postoje i programi koji mogu vršiti i imunizaciju internetskih preglednika te dodati mnoge štetne stranice u Restricted sites zonu u Internet Exploreru. Imunizacija internetskih preglednika sprječava instalaciju određenih špijunskih programa na računalo te blokiraju opasne ActiveX skripte (one su inače podržane samo u IE-u). Takvu funkciju imaju Spybot S&D (podržava IE, Mozillu Firefox i Operu) i SpywareBlaster (podržava samo IE i Mozillu Firefox), s tom razlikom da SpywareBlaster nema funkciju pregledavanja računala već radi isključivo imunizaciju preglednika. 
Prihvaćanje antišpijunskih programa teklo je sporo zbog toga što su se korisnici bunili zato što im je antišpijunski program osim špijunskog softvera često uklonio i neku ispravnu aplikaciju, ne shvaćajući da je upravo ona instalirala špijunski softver.

### Keylogger
Keylogger (dolazi od engleskih riječi key i logger) je štetni program kojem je cilj praćenje korisnikovih unosa preko tipkovnice. Pojedini bezopasni, legitimni programi koriste neke njegove funkcije za pozivanje specijalnih programskih funkcija (hotkeys). Povremeno keylogger namjerno instalira neka osoba na računalo ili više računala kako bi mogla tajno pratiti druge korisnike (npr. roditelji kako bi pratili kako djeca koriste računalo dok su roditelji, primjerice, na poslu).
Osim te osnovne funkcije keylogger može s vremena na vrijeme (ili na svaki korisnikov klik miša) uzimati snimak ekrana tako da se na njemu može vidjeti, između ostaloga, s kojim programima korisnik trenutno radi ili gdje surfa na Internetu. Ponekad je nevidljiv u Upravitelju zadataka (Task manager) koji prikazuje procese koji se trenutno izvode na računalu, kako bi spriječio ili otežao mogućnost otkrivanja od strane korisnika.   
Informacije koje keylogger prikupi u većini slučajeva šalju se zlonamjernoj osobi.

### Lažni antivirusni programi
Lažni antivirusni programi (neki od engl. naziva su rogue security software i fake antiviruses) se korisniku lažno predstavljaju kao oni pravi. Ova vrsta štetnog softvera pokušava navesti korisnika na kupnju tako što će simulirati pregledavanje njegovog računala i pokušati ga zastrašiti porukom da je pronađen ogroman broj nepostojećeg štetnog softvera te da će ih biti moguće ukloniti tek ako korisnik kupi softver. Također može preuzimati pravi štetni softver.
Lažni antivirusni program najčešće instaliraju zlonamjerne internetske stranice ili Trojan FakeAV. Neki od poznatih lažnih antivirusnih i antišpijunskih programa su SpySheriff, WinPC Defender, XPAntivirus, ErrorSafe i WinFixer.

## Ostalo
- shellcode
- exploit (računarstvo)